# فريدريك باكارت
فريدريك باكارت (بالفرنسية: Frederik Backaert)‏ (و. 1990  م) هو راكب دراجة هوائية بلجيكي، ولد في غنت، شارك في سباق طواف فرنسا 2017، وطواف فرنسا 2019.

## سجل الفوز

### سباقات أو مراحل فاز بها
| التاريخ        | السباق                     | المركز                      |
| -------------- | -------------------------- | --------------------------- |
| 18 أبريل 2015  | طواف فينيستير 2015         | السابع في التصنيف العام     |
| 10 مايو 2015   | أربعة أيام من دونكيرك 2015 | الرابع في التصنيف العام     |
| 31 مايو 2015   | طواف بلجيكا 2015           | العاشر في التصنيف العام     |
| 09 يوليو 2016  | طواف النمسا 2016           | الفائز في ترتيب النقاط      |
| 25 فبراير 2017 | طواف نيوشبلاد 2017         | المرتبة 11 في التصنيف العام |
| 01 مارس 2017   | لو سامين 2017              | الخامس في التصنيف العام     |
| 15 أبريل 2017  | طواف فينيستير 2017         | الخامس في التصنيف العام     |
| 17 أبريل 2017  | ترو-برو ليون 2017          | المركز الثاني               |
| 27 فبراير 2018 | لو سامين 2018              | التاسع في التصنيف العام     |
| 23 مارس 2018   | إي ثري هاريل بيك 2018      | المرتبة 15 في التصنيف العام |
| 01 أغسطس 2018  | طواف فالوني 2018           | التاسع في التصنيف العام     |

## روابط خارجية
- فريدريك باكارت على موقع الاتحاد الدولي للدراجات (الإنجليزية)
- فريدريك باكارت على موقع أرشيف الدراجات (الإنجليزية)
- فريدريك باكارت على موقع إحصائيات الدراجات الإحترافية (الإنجليزية)
- فريدريك باكارت على موقع نسبة الدراجات (الإنجليزية)